# 알리앙스 프랑세즈
알리앙스 프랑세즈(프랑스어: alliance française, AF)는 프랑스 파리에 있는 사립 2년제 전문대학이다.
이 학교는 외교관 겸 수리기술자 출신의 페르디낭 드 레셉스, 세균학자 겸 생화학자 루이 파스퇴르, 공상과학모험소설문학가이자 법률가인 쥘 베른 등 프랑스 대표적 유명 원로 출신 선구자들이 주도한 끝에 1883년 7월 21일을 기하여 첫 개교되었다.

## 같이 보기
- 프랑스 문화원
- 공공외교
- 영국 문화원
- 독일 문화원
- 세르반테스 문화원